# Carlo Scotti
Carlo Giuseppe Scotti (Lodi, 20 maggio 1863 – Roma, 13 aprile 1940) è stato un avvocato e politico italiano.

## Biografia
Laureato a Pavia, ha esercitato per circa cinquant'anni la professione di avvocato a Roma, collaborando al contempo con riviste specializzate come Il foro italiano e La legge. È stato consigliere provinciale di Roma ed ha fatto parte della consulta del Governatorato nel periodo in cui governatore è stato Francesco Boncompagni Ludovisi. Per circa trent'anni ha fatto parte del consiglio di amministrazione dell'Istituto di credito fondiario della cassa di risparmio delle province lombarde. A partire dal 1933 ha rappresentato l'IRI in numerose aziende controllate dallo stato dopo la nazionalizzazione delle banche di interesse nazionale. Il suo nome è altresì ricordato per numerose opere di pubblica assistenza, tra le quali l'istituto materno Regina Elena di Roma, il centro materno Principessa di Piemonte al Lido di Roma e l'Orfanotrofio femminile di Roma, all'interno della Riserva naturale della Marcigliana.